# Св. св. Кирил и Методий (Велес)
„Св. св. Кирил и Методий“ (на македонска литературна норма: „Св. св. Кирил и Методиј“) е православна църква в град Велес, в централната част на Северна Македония. Част е от Повардарската епархия на Македонската православна църква.
Строежът на църквата започва на 1 юни 2006 година. Построена е по примера на Калищкия манастир. Архитект е Тодор Паскали от Охрид. Изградена е във византийски стил от ломен камък с отделна камбанария. Иконостасът от орехово дърво, дълъг 10 и висок 5 m, е дело на охридския резбар Любомир Бисин.
Църквата е осветена на 10 септември 2017 година.